# Gare de Kami-Kumamoto
La gare de Kami-Kumamoto (上熊本駅, Kami-Kumamoto-eki) est une gare ferroviaire de la ville de Kumamoto dans la préfecture de même nom au Japon. Elle est exploitée par les compagnies JR Kyushu et Kumaden.

## Situation ferroviaire
La gare de Kami-Kumamoto est située au point kilométrique (PK) 193,3 km de la ligne principale Kagoshima. Elle marque le début de la ligne Kikuchi.

## Histoire
La gare a été inaugurée le 1er juillet 1891.

## Service des voyageurs

### Accueil
La gare dispose d'un bâtiment voyageurs ouvert tous les jours, avec des guichets et des automates pour l'achat de titres de transport.

### Desserte

#### JR Kyushu
- Ligne principale Kagoshima :
  - voie 1 : direction Kumamoto et Yatsushiro
  - voie 2 : direction Ōmuta et Tosu

#### Kumaden
- Ligne Kikuchi :
  - direction Kita-Kumamoto et Miyoshi

### Intermodalité
Le terminus de la ligne B du tramway de Kumamoto est situé à proximité immédiate de la gare.